# Ingebrigt Håker Flaten
Ingebrigt Håker Flaten (né le 23 septembre 1971 à Oppdal) est un guitariste et contrebassiste norvégien de jazz, rock et electronica.

## Biographie
Håker Flaten est diplômé de Jazzlinja (NTNU) (1992–1994), son instrument principal étant la contrebasse. À partir de 1990, il joue de la basse dans le trio Neon de la radio locale, qui se sépare lorsqu'il déménage à Trondheim pour faire ses études. Pendant ses études, il participe à plusieurs groupes tels que Trondheim Kunstorkester, To Brumbasser og en bi (plus tard Maria Kannegard Trio) et le groupe à succès The Source.
Il est musicien professionnel depuis 1995, jouant de la contrebasse et de la basse. Jusqu'en 2006, il a joué dans plus de 12 groupes, notamment en formant son propre quintette IHF avec Anders Hana (guitare), Klaus Holm (saxophone), Fredrik Rundqvist (batterie) et Ola Kvernberg (violon), après avoir remporté le prix Vital du Kongsberg Jazzfestival en 2004.
En 2006, il s'installe à Chicago et forme The IHF Chicago Quintet/Sextet avec Dave Rempis au saxophone, Jeff Parker à la guitare, Frank Rosaly à la batterie, et Ola Kvernberg au violon.

## Distinctions
En tant que membre du Scorch Trio, avec Raoul Björkenheim et Paal Nilssen-Love, il est nommé pour le prix Alarm 2003 et 2005 dans la catégorie du meilleur album de jazz pour les albums Scorch Trio et Luggumt. En juillet 2004, Ingebrigt Håker Flaten reçoit le prix Vitalprisen du Kongsberg Jazzfestival. Il reçoit le Buddyprisen 2018 du Norsk jazzforum,. 

## Discographie
- 1995 : Close Erase - Close Erase (NORCD)
- 1998 : Café del Mar: Volumen Seis (Manifesto)
- 2000 : Chain og Accidents - The Electrics (Ayler Records)
- 2000 : Crossing Division - School Days (Okka Disk)
- 2001 : Compact Transparency: I and II - Didrik Ingvaldsen (Da-Da)
- 2002 : Boom Boom - Atomic (Jazzland Recordings)
- 2002 : Bjørn Johansen in Memoriam (Hot Club Records)
- 2004 : Amsterdam Funk - Free Fall (Smalltown Superjazzz)
- 2005 : Action Jazz - The Thing (Smalltown Superjazzz)
- 2006 : Crime Scenes - Jan Bang, Erik Honoré (Punkt Rec.)
- 2006 : Breakong the Mold - Trinity (Clean Feed)
- 2007 : Atomic Symphony - Crimetime Orchestra (Jazzaway Records)
- 2007 : Brolt / Scorch Trio (Rune Grammofon)
- 2007 : Belle Ville  (Townhouse Orchestra)
- 2008 : Bag it!  - The Thing (Smalltown Superjazzz)
- 2008 : Bandwidth - Circulasione Totale Orchestra (Rune Grammofon)
- 2011 : Brooklyn DNA - Ingebrigt Håker Flaten, Joe McPhee (Clean Feed)
- 2012 : Bubble - IPA (Moserobie Music Production)[8]